# 391947 Tanithlee
391947 Tanithlee este o planetă minoră (asteroid) din centura de asteroizi. A fost descoperită pe 8 noiembrie 2008 la Mount Lemmon⁠(d) de Mount Lemmon Survey⁠(d) și a fost numită după Tanith Lee. 
Obiectul prezintă o orbită caracterizată de o semiaxă mare de 2,6761365996625 UAi, o excentricitate de 0,17005430453937, o înclinație de 4,5167174871047 ° în raport cu ecliptica.